# سلحفاة مفلطحة
السلحفاة المفلطحة هي نوع من السلاحف البرية يعيش في شرق أفريقيا بدولتي كينيا وتنزانيا، وهي تمتاز بصدفتها مفلطحة الشكل التي منحتها اسمها. تعد السلحفاة المفلطحة النوع الوحيد في جنس مالاكوشيرسس (Malacochersus). تواجه هذه السلاحف خطر الانقراض نتيجة تدمير بيئتها الطبيعية واصطيادها لأجل الاتّجار بها، ويصنفها الاتحاد العالمي للحفاظ على الطبيعة كنوعٍ غير محصن.

## الوصف
عادةً ما تكون للسلحفاة المفلطحة صدفة رقيقة مسطحة الشكل، قد يصل طولها إلى 17.8 سنتيمتراً. عظام الصدفة عند هذه السلاحف كثيرة الثقوب، على عكس معظم السلاحف الأخرى التي تكون عظام أصدافها صلبة، وتمنحها هذه الميزة تفوقاً في السرعة ومرونة الحركة على باقي السلاحف. لون الصدفة العلوية بني، وكثيراً ما تتخلَّله خطوط سوداء تساعد على التمويه في البيئة الطبيعية الجافة للسلحفاة، وأما السطح السفلي للصدفة فيكون لونه أصفر شاحباً تخلَّله بقعٌ بنية غامقة وخطوط صفراء فاتحة، ولون الجسد أصفر بني. بسبب الصدفة المفلطحة غريبة الشكل لهذه السلحفاة أصبحت تشتهر بين العامة في الغرب باسم "سلحفاة البانكيك"، واكتسبت بفضل ذلك شهرةً كبيرةً وأصبح هناك طلب كثيرٌ عليها في أسواق الحيوانات الأليفة، ممَّا أدى إلى أن تصبح مهددة بالانقراض.

## الانتشار والموطن

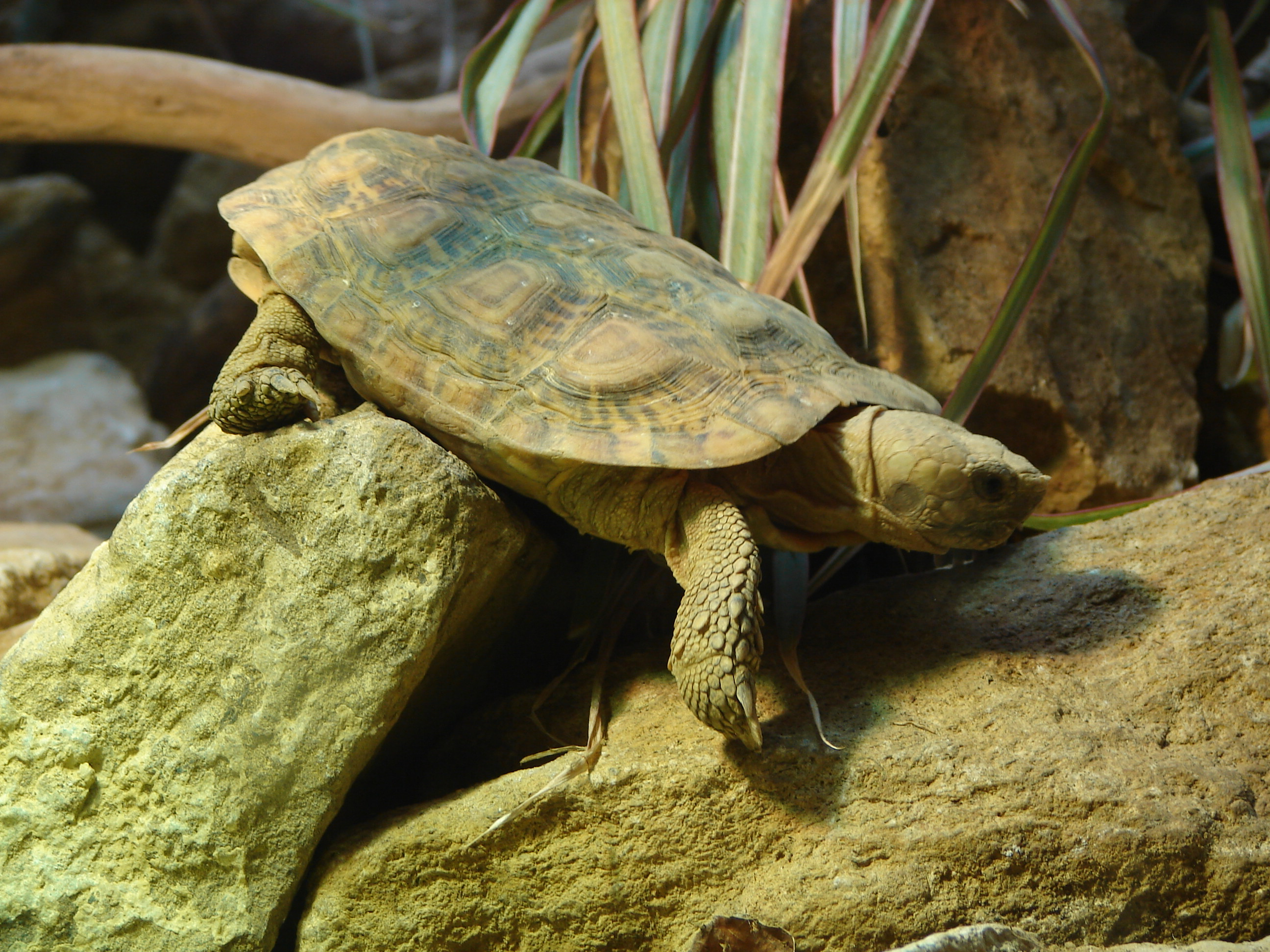
سلحفاة مفلطحة في حديقة حيوان لندن.

تقطن السلاحف المفلطحة منطقة شرق أفريقيا، وتحديداً في جنوب كينيا وشمال وشرق تنزانيا، وقد تكون جماعةٌ منها استقدمت أيضاً - على أيدي البشر - إلى زيمبابوي جنوب الأفريقية، ووردت تقاريرٌ أخرى عن مشاهداتٍ لها في زامبيا المجاورة. يعيش هذا النوع في المناطق التلية الصخرية بسهوب السافانا الجافة، على ارتفاعاتٍ تتراوح من 30 إلى 1,800 متر عن مستوى البحر. تقطن السلحفاة منطقة الصومال-ماساي النباتية، وهي منطقة شبه صحراوية جافَّة تتميَّز بنباتات الطلح والبلسان وأشجارٍ وشجيراتٍ أخرى.

## السلوك والبيئة
تعيش السلاحف المفلطحة في مناطق معزولة، وكثيراً ما تتشارك أفرادٌ مختلفةٌ منها نفس المكان للسكن. في خلال موسم التزاوج تتقاتل الذكور للحصول على الإناث، ويكون ذلك في شهري يناير وفبراير، وغالباً ما تكون الفرصة الأعلى في التزاوج للذكور الأكبر حجماً. ويوضع البيض في شهري يوليو وأغسطس بالبرية، إلا إنَّ ذلك يمكن أن يكون في أيّ وقتٍ من العام بالأسر. عندما يحين وقت وضع البيض، تحفر الأنثى حفرةً بعمق 7.5 إلى 10 سنتيمتراتٍ بالتربة، وغالباً لا تضع سوى بيضة واحدة، لكن بإمكانها أن تحمل أكثر من مرَّة في الموسم الواحد، وستأخذ كل مرة حمل أربعة إلى ثمانية أسابيع، وأما في الأسر فستأخذ أربعة إلى ستة شهور. يعتمد الصِّغار على أنفسهم بالكامل منذ تفقيسهم. لا يبدو أن هذه السلاحف تبيت شتاءً، إلا إنَّ بعض الدراسات تفيد بأنها مع ذلك تُسبِت صيفاً تحت الصخور الكبيرة.
تكون ذروة نشاط السلحفاة المفلطحة في ساعات الصباح الباكر، أو في آخر النهار وبداية المساء. ويتألَّف غذاؤها بشكلٍ أساسيٍّ من الأعشاب والنباتات الجافَّة. هذه السلاحف متسلّقات جيدة، ومن النادر أن تبتعد عن مأواها الصخري، وهي دوماً تلجأ إلى الصخور عند إحساسها بالخطر. بما أنَّ دفاع السلحفاة المفلطحة ضعيف بسبب هشاشة صدفتها، فهي تعتمد على السرعة والمراوعة للنجاة من مفترسيها، وتساعدها مرونة صدفتها على الاختباء تحت الشقوق الصخرية الضيّقة خلال ذلك. سمحت كل هذه التكيُّفات للسلحفاة المفلطحة باستيطان بيئةٍ فريدة لا تقطنها أي من السلاحف الأخرى.

## التهديدات والحماية

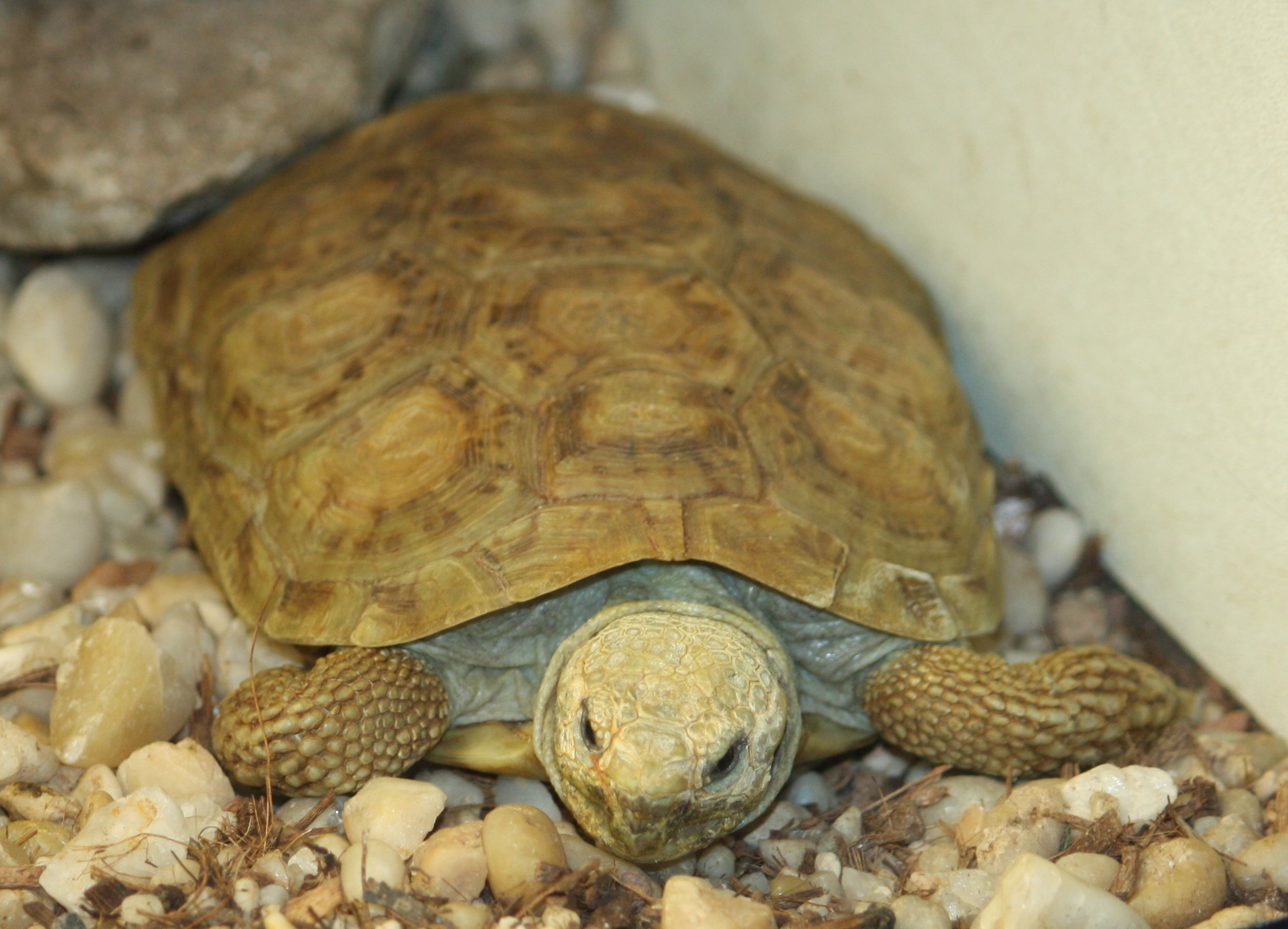
حديقة حيوان سينسينّاتي.

أعظم التهديدات والأخطار التي تواجه السلحفاة المفلطحة هي تدمير بيئتها الطبيعية والصيد الجائر لأجل الاتّجار بها كحيواناتٍ أليفة. فقد جعل شكل هذا الحيوان المُميَّز منه سلعة مطلوبة لمحلات الحيوانات المنزلية وحدائق الحيوان، فأصبح السكان المحليون يكثرون جمعه من بيئته الطبيعية لبيعه إلى الشركات الأجنبية. وبما أن معدل تكاثر هذا النوع منخفض (يضع بيضة واحدة غالباً في كل مرة)، فإنَّه يحتاج إلى وقتٍ طويل للتعافي. كما إنَّ البيئات الطبيعية المناسبة لإقامة السلاحف المفلطحة محدودة، وهي تزداد حدة مع تدمير البيئة الطبيعية المتزايد نتيجة الأنشطة البشرية، فالسلحفاة مهددة في كينيا بسبب إزالة سهوب الشجيرات الشائكة للبناء والزراعة، وأما في تنزانيا فإنَّها مهددة بسبب الرعي الجائر للمواشي ومنافستها السلاحف على غذائها الطبيعي.
يُصنِّف الاتحاد العالمي للحفاظ على الطبيعة السلحفاة المفلطحة كنوعٍ غير محصَّن من خطر الانقراض، وهي مُتضمَّنة كذلك في الملحق الثاني من اتفاقية التجارة الدولية بالأنواع المهددة بالانقراض (سايتس). حظرت كينيا في عام 1981 تصدير السلاحف المفلطحة دون إذنٍ مكتوبٍ من وزير الزراعة والموارد الطبيعية. وأما تنزانيا فهي تحمي النوع بموجب قانون حماية الحياة البرية منذ عام 1974، كما أنها تُؤمِّن له الحماية ضمن متنزه سيرينغيتي الوطني. تحدُّ بنود اتفاقية سايتس كذلك من عدد السلاحف التي يمكن استيرادها سنوياً من تنزانيا، إلا إنَّه كثيراً ما تُخرَق هذه التشريعات. حظر الاتحاد الأوروبي استيراد السلاحف المفلطحة منذ عام 1988، إلا إنَّ العديد من الدول الأعضاء لا تلتزم بذلك فعلياً. في الوقت الحالي، تشهد السلاحف برامج للإكثار في الأسر بحدائق الحيوان الأوروبية لحمايتها من الانقراض، إلا إنَّه من برامج إكثارٍ بعد تهدف إلى تغطية السوق التجاري لإيقاف جمع السلاحف من البرية.